# Polski Związek Motorowy

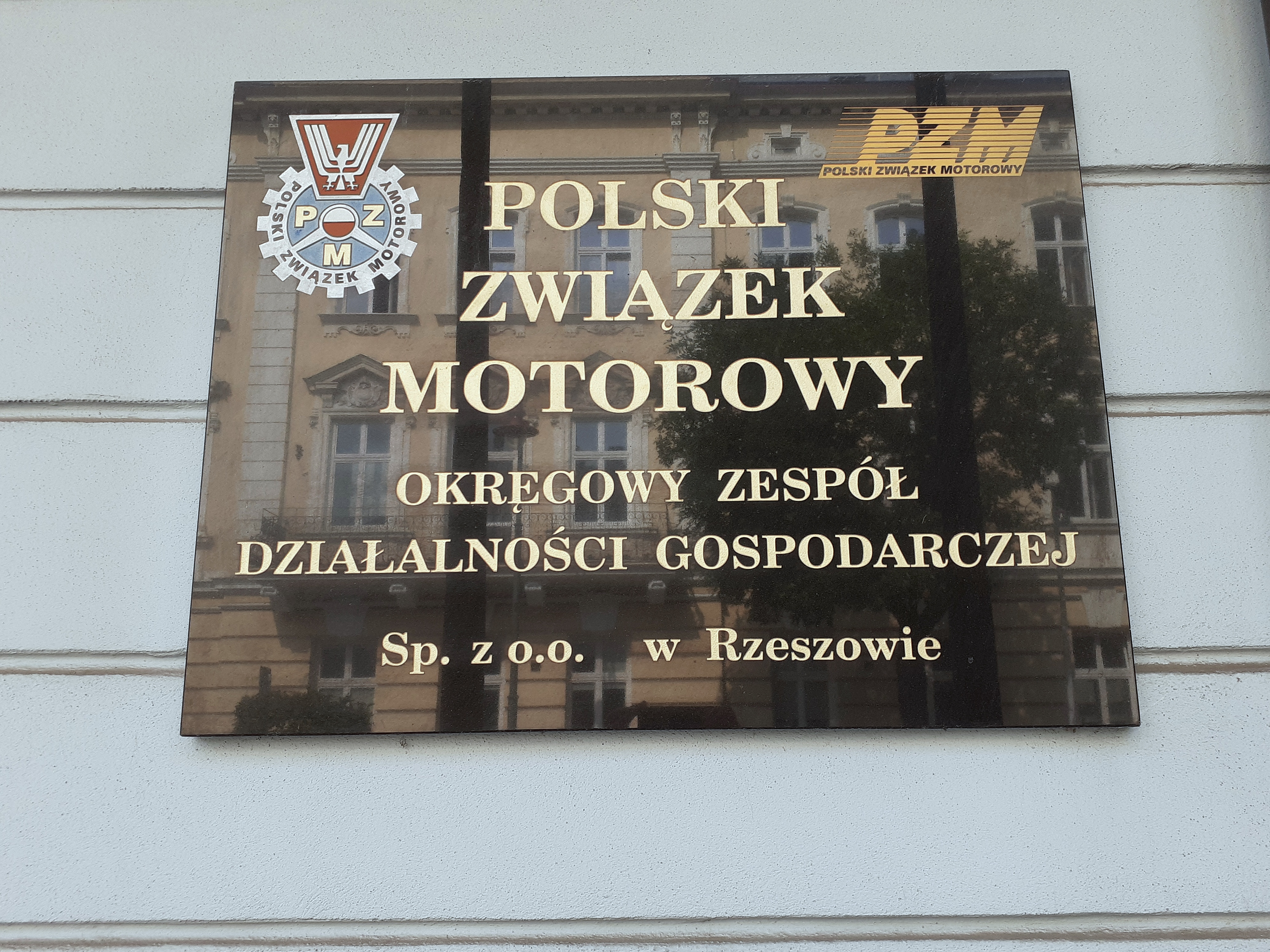
Polski Związek Motorowy w Rzeszowie

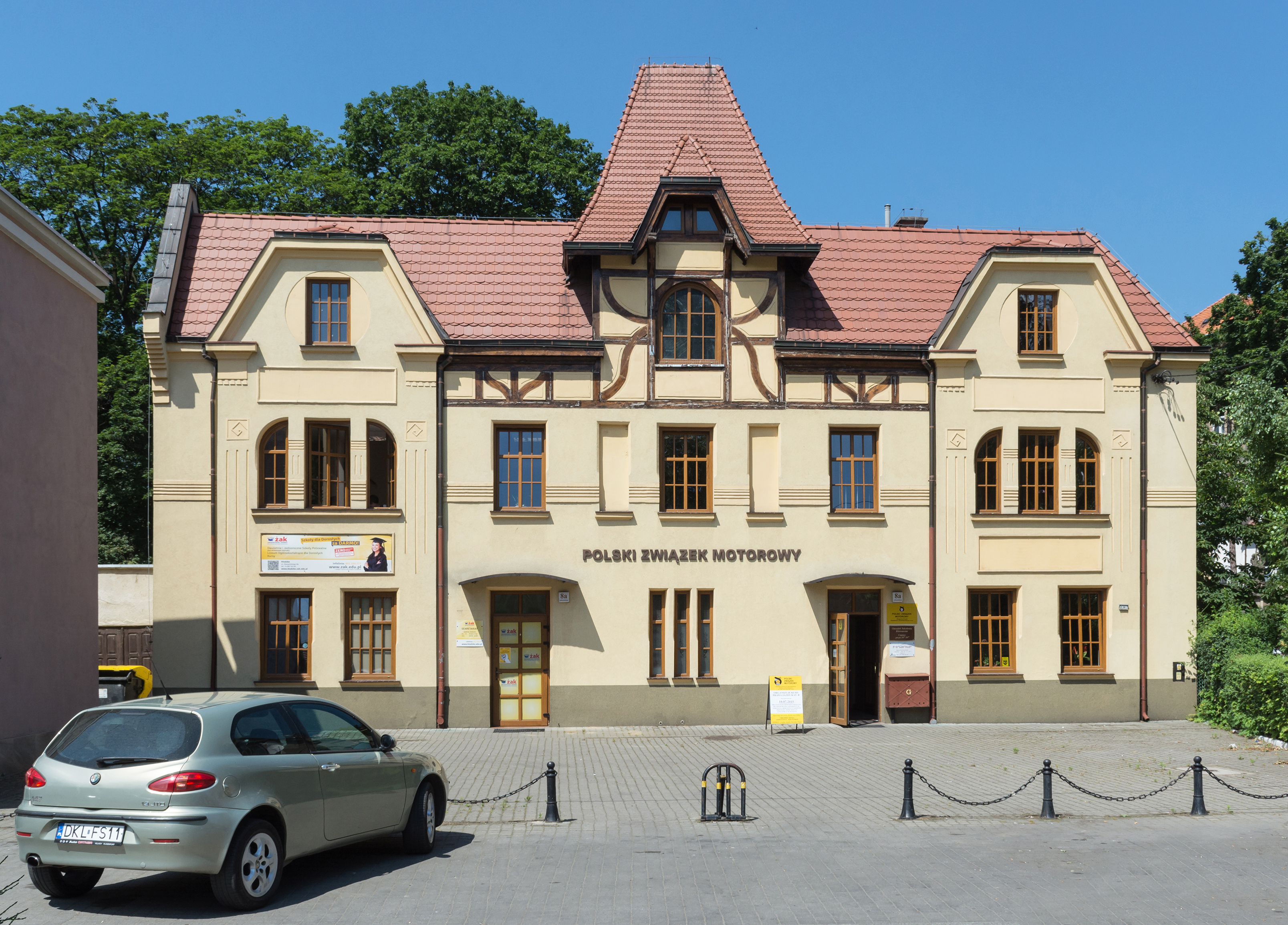
Ośrodek szkolenia kierowców PZMot-u w Kłodzku

Polski Związek Motorowy (PZM, PZMot) – powstał 30 stycznia 1950 roku, jako efekt połączenia Automobilklubu Polski (rok założenia 1909) i Polskiego Związku Motocyklowego (rok założenia 1924). Jest związkiem stowarzyszeń i działa na podstawie Prawa o Stowarzyszeniach (ustawa z 7 kwietnia 1989) oraz według Ustawy o Sporcie z 25 czerwca 2010.
Skupia entuzjastów i sympatyków sportów motorowych i motoryzacji w każdym jej aspekcie. Związek zrzesza 368 klubów, natomiast sam jest członkiem pięciu federacji międzynarodowych:
- Międzynarodowa Federacja Samochodowa (Fédération Internationale de l'Automobile – FIA)[3],
- Międzynarodowa Federacja Motocyklowa (Fédération Internationale de Motocyclisme – FIM),
- Międzynarodowa Federacja Campingu i Caravaningu (Fédération Internationale de Camping et de Caravanning – FICC),
- Międzynarodowa Federacja Pojazdów Zabytkowych (Fédération Internationale des Véhicules Anciens – FIVA),
- Motocyklowa Unia Europejska (FIM Europe).

Jest również członkiem Polskiego Komitetu Olimpijskiego.

## Działalność
Zgodnie ze statutem, celem PZM jest rozwój sportów motorowych – samochodowego, motocyklowego, żużlowego i kartingowego, zarówno w formie wyczynowej, jak i masowej i popularnej. Związek angażuje się także w rozwój turystyki motorowej, campingu i caravaningu. Propaguje kulturę motoryzacyjną, otacza opieką zabytki motoryzacji i działa na rzecz poprawy bezpieczeństwa ruchu drogowego poprzez popularyzację przepisów ruchu drogowego. Związek prowadzi działalność służącą wychowaniu komunikacyjnemu dzieci i młodzieży- współorganizuje finały Ogólnopolskich Turniejów Bezpieczeństwa w Ruchu Drogowym oraz Motoryzacyjnego. W PZM działa także społeczny ruch Ratownictwa Drogowego, w ramach którego organizowane są szkolenia z udzielania pierwszej pomocy, jak również Mistrzostwa Polski Ratowników Drogowych.
PZM organizuje rocznie ponad 2000 imprez sportowych i turystycznych. Do najważniejszych, o randze ponad – krajowej, można zaliczyć:
- Międzynarodowe Wyścigowe Samochodowe Mistrzostwa Polski – WSMP,
- Międzynarodowe Długodystansowe Samochodowe Mistrzostwa Polski – Endurance,
- Mistrzostwa Świata Rajdach Samochodowych – WRC
- Mistrzostwa Europy w Rallycrossie,
- Trzy rundy Grand Prix na żużlu – Speedway,
- Mistrzostwa Świata w Enduro,
- Mistrzostwa Świata SuperEnduro,
- Mistrzostwa Europy Enduro,
- Trzy rundy Mistrzostw Europy w Motocrossie,
- Mistrzostwa Świata Freestyle Motocross,
- Mistrzostwa Świata w Sidecar crossie,
- Drużynowe Mistrzostwa Świata w Trialu.
- Mistrzostwa Europy w Trialu.

Zarząd Główny PZM realizuje swoje zadania poprzez 16 zarządów okręgowych, główne komisje, komisje i zespoły. Do najważniejszych należą:
- Główna Komisja Sportu Samochodowego – GKSS,
- Główna Komisja Sportu Motocyklowego – GKSM,
- Główna Komisja Sportu Kartingowego – GKSK,
- Główna Komisja Sportu Żużlowego – GKSŻ,
- Główna Komisja Sportów Popularnych i Turystyki – GKSPiT,
- Główna Komisja Pojazdów Zabytkowych – GKPZ,
- Główna Komisja Bezpieczeństwa Ruchu Drogowego – GKBRD.

### Sport Samochodowy
Kalendarz imprez PZM obejmuje ponad 100 pozycji o randze ogólnopolskiej lub międzynarodowej, w tym organizowane w kraju rundy mistrzostw świata, Europy, Pucharu Świata i Mistrzostw FIA Strefy Europy Centralnej (FIA-CEZ).
Największym zainteresowaniem mediów i kibiców cieszą się od lat rajdy samochodowe, ze sztandarową imprezą PZM – Rajdem Polski.
Równie dynamicznie rozwija się dyscyplina rajdów terenowych, a uwagę kibiców zwracają szczególnie występy polskich załóg w najsłynniejszej imprezie tego typu – Rajdzie Dakar. Do popularyzacji rajdów cross-country przyczyniły się także udane starty byłego mistrza świata w skokach narciarskich Adama Małysza, jednego z najpopularniejszych w kraju sportowców. Rajd Baja Poland odbywający się w województwie zachodniopomorskim, zyskał w 2012 roku rangę rundy Pucharu Świata FIA. Na trasie znajduje się najdłuższy w Polsce i jeden z najdłuższych w Europie, odcinek specjalny, mający aż 236 km (Drawsko Pomorskie).
Najliczniejszą obsadą szczycą się zawody w wyścigach górskich. W imprezach rangi mistrzostw Polski w różnych kategoriach uczestniczy nawet do 150 kierowców. Atutem tej dyscypliny są profesjonalnie przygotowane trasy, w szczególności ta w Limanowej, o długości 6031 m, uważana za jedną z najlepszych w Europie. Ta opinia spowodowała, że FIA powierzyła Polsce organizację jednej z rund Pucharu Europy oraz Międzynarodowego Challenge'u w wyścigach górskich.
Mistrzostwa Polski w wyścigach przeprowadzane są na torze Poznań i na obiektach zagranicznych. Dzięki staraniom GKSS i partnerom PZM udało się przywrócić rywalizację w Pucharach Markowych – KIA Lotos Race i Volkswagen Castrol Cup. Są to zawody przeznaczone dla młodych i mniej zasobnych finansowo kierowców, dające im szanse rywalizacji i rozwijania kariery sportowej.

### Sport Motocyklowy
Jedną z najbardziej popularnych na świecie dyscyplin motocyklowych jest motocross. W Polsce infrastruktura tego sport jest nieźle rozwinięta, a rundy mistrzostw kraju odbywają się na wielu torach. Organizowane są również w kraju rundy mistrzostw Europy oraz rundy kwalifikacyjne do tych mistrzostw. Reprezentanci kraju pojawiają się na najbardziej prestiżowych imprezach międzynarodowych. Coraz liczniej w zawodach tej wymagającej dyscypliny uczestniczą kobiety. Od 2011 roku w mistrzostwach świata pań z coraz lepszymi wynikami startuje Joanna Miller.
Bardzo widowiskową i wymagającą perfekcyjnej techniki jazdy dyscypliną jest trial. Zawodów rangi mistrzostw Polski odbywa się w sezonie dziesięć, a obok Polaków biorą w nich udział zawodnicy z Austrii, Czech, Niemiec, Słowacji i Rosji. PZM wielokrotnie był organizatorem dużych zawodów międzynarodowych, w tym drużynowych mistrzostw świata Trial des Nations w Myślenicach w 2010 roku.
Coraz większą popularnością cieszy się Super Enduro, głównie za sprawą sukcesów Tadeusza Błażusiaka, mistrza świata w tej widowiskowej konkurencji. Świadectwem rosnącego zainteresowania jest fakt, że w 2012 roku po raz pierwszy odbył się cały cykl MP w Super Enduro. Doskonałą promocją tej dyscypliny było również przeprowadzenie rundy mistrzostw świata w łódzkiej hali Arena w latach 2012 i 2013.
Zawody cross country gromadzą, obok licencjonowanych zawodników, walczących o tytuły mistrzowskie, coraz liczniejszych amatorów terenowej jazdy, startujących w Pucharze Polski. Liczba uczestników PP wynosi ponad 350 osób. Jest to dla motocyklistów-amatorów doskonała okazja do sprawdzenia swych umiejętności, mająca także walory edukacyjne. Rajdy terenowe spopularyzowały udane występy polskich motocyklistów w mistrzostwach świata FIM, gdzie zdobywali medale, oraz w słynnym Rajdzie Dakar. Podobnie jest w rywalizacji quadów, gdzie Polacy zaliczani są do światowej czołówki.

### Sport żużlowy
Obok rozgrywek ligowych, w których uczestniczą 22 drużyny, organizowane są zawody indywidualne i turnieje towarzyskie. W najwyższej klasie rywalizacji klubowej – Ekstralidze występują czołowi żużlowcy świata, a średnia frekwencja na meczach przekracza 10 tys. osób. Rozgrywkami zarządza Ekstraliga Żużlowa sp. z o.o., pozostałe zawody ligowe i międzynarodowe pozostają w Głównej Komisji Sportu Żużlowego (GKSŻ).
Polska jest co roku organizatorem trzech zawodów z cyklu Grand Prix, wyłaniającego indywidualnego mistrza świat. Polscy zawodnicy czternastokrotnie zdobywali tytuły drużynowego mistrza świata, a w obecnych zawodach Drużynowego Pucharu Świata triumfowali pięciokrotnie m.in. w 2013 roku. Trzech Polaków – Jerzy Szczakiel w 1973 r., Tomasz Gollob w 2010 r. oraz Bartosz Zmarzlik czterokrotnie (2019, 2020, 2022, 2023) sięgnęli po tytuły indywidualnych mistrzów świata. W kategorii juniorów młodzi polscy żużlowcy sięgali po indywidualne mistrzostwo świata szesnastokrotnie. Drużynowo natomiast triumfowali aż siedemnaście razy.

### Kobiety w motoryzacji
Polski Związek Motorowy stara się przyciągnąć do rywalizacji sportowej jak największą liczby kobiet i podejmuje działania dla ułatwienia im rozpoczęcia kariery zawodniczej. Ważnym zadaniem PZM jest zapewnienie kobietom równych szans udziału w sportowej rywalizacji i wspieranie rozwoju ich karier zawodniczych. W Związku działa zespół ds. Kobiet, który współpracuje z szeregiem organizacji i stowarzyszeń, w tym Komisją ds. Kobiet Polskiego Komitetu Olimpijskiego, a także uczestniczy aktywnie w pracach komisji kobiet takich organizacji międzynarodowych, jak FIA i FIM.
Rosnące zainteresowanie kobiet sportem widać na przykładzie dyscyplin motocyklowych. Od kilku lat organizowane są regularnie rundy Pucharu Polski Kobiet w Motocrossie, a od 2013 roku zyskały one rangę mistrzostw Polski. Reprezentantki kraju coraz śmielej włączają się do rywalizacji międzynarodowej, uczestnicząc nawet w mistrzostwach świata.
Stosunkowo niewiele pań staruje w rajdach i wyścigach samochodowych. W załogach rajdowych kobiety zazwyczaj pełnią rolę pilotów, pojawiają się jednak w roli kierowców w wyścigach górskich i torowych.
Dużo młodych dziewcząt interesuje się kartingiem, będącym dla większości czołowych kierowców pierwszym etapem kariery. Z powodzeniem uczestniczą one w zawodach krajowych, zarówno amatorskich jak i mistrzowskich. Polki są także wśród uczestniczek międzynarodowego projektu CIK FIA Academy.
PZM wspiera również aktywność kobiet w dziedzinach pozasportowych. Pozytywnym zjawiskiem jest coraz powszechniejszy udział kobiet-kierowców na imprezach pojazdów zabytkowych, rajdach turystycznych czy zlotach.

### Karting – szkoła motoryzacji
Karting to dyscyplina sportu motorowego uprawiana przez dzieci i młodzież, będąca szkołą techniki jazdy, a jednocześnie doskonałą formą politechnicznego wychowania młodego pokolenia przyszłych kierowców. Organizacją zawodów, opracowywaniem regulaminów i promocja tej dyscypliny zajmuje się Główna Komisja Sportu Kartingowego (GKSK)
W kraju rozgrywane są mistrzostwa Polski i szereg cykli pucharowych w różnych kategoriach wiekowych. Organizowane są regularnie Międzynarodowe Mistrzostwa Polski, z udziałem zawodników zagranicznych. Z kolei najlepsi polscy kierowcy z powodzeniem startują w zawodach organizowanych przez międzynarodową federację CIK-FIA – mistrzostwach świata i Europy.

### Usługi
Związek prowadzi także działalność gospodarczą, związaną z usługami motoryzacyjnymi. PZM jest rzecznikiem potrzeb i interesów polskiego środowiska motoryzacyjnego, współtworzy jego siłę i międzynarodowy prestiż. Dysponując kapitałem doświadczenia i wiedzy, bogatym zapleczem eksperckim i naukowym, związek stanowi dla swoich członków, sympatyków i klientów wiarygodną instytucję o wysokim potencjale profesjonalnej wiedzy technicznej, prawnej, turystycznej i marketingowej.

## Władze
Zarząd Główny, kadencja 2019–2023:
- Prezes: Michał Sikora
- Wiceprezes oraz Skarbnik: Arkadiusz Sąsara
- Wiceprezes: Dariusz Jajko
- 7 pozostałych członków Prezydium
- oraz 19 pozostałych członków

W latach 1956–1989 prezesem PZM był Roman Pijanowski, w latach 1989–2017 Andrzej Witkowski, a od 2017 jest nim Michał Sikora.